# 82号科罗拉多州州道

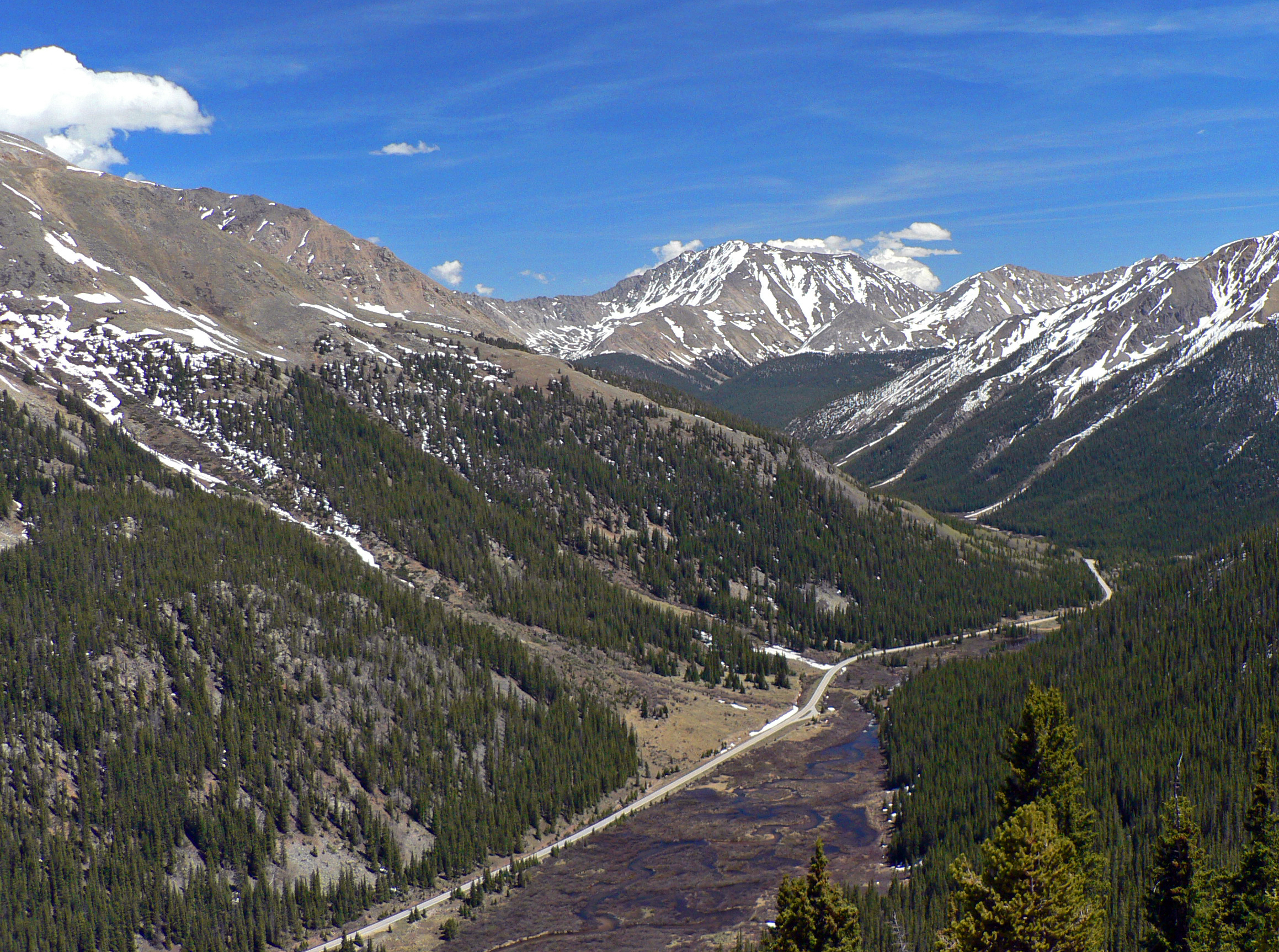
82号科罗拉多州州道

82号科罗拉多州州道（英語：Colorado State Highway 82，SH-82）是美国科罗拉多州西部山区的一条西北-东南走向的州级公路，全长85.3英里（137.3），西起加菲爾德縣县治格伦伍德斯普林斯接6号美国国道（US-6）和70號州際公路（I-70），在大峡谷中前行，东至查菲縣的格拉尼特北侧接24号美国国道（US-24）。